# Laphyctis gigantella
Laphyctis gigantella (лат.) — вид ктырей рода Laphyctis из подсемейства Laphriinae. Афротропика. Этот таксон путали с другими видами и с ним был синонимизирован Laphyctis argenteofasciata Олдройдом (1974). В 2018 году в ходе родовой ревизии оба вида признаны валидными.

## Распространение и экология
Афротропика. Довольно широко распространен в южных районах Африки, зарегистрирован из Малави, Мозамбика, Южной Африки и Зимбабве. Редко собираемый вид в течение ограниченного периода времени, самый последний случай сбора датируется 1919 годом. Два местонахождения пересекаются с очагами биоразнообразия Мапуталанд-Пондоланд-Албани (в Квазулу-Натал, ЮАР) и Прибрежные леса Восточной Африки (в Инхамбане, Мозамбик), но этот вид не является эндемиком какого-либо конкретного очага биоразнообразия. Взрослые особи явно активны летом, их собирали в ноябре, декабре и январе. Хотя коллекционные образцы не имеют информации о местообитании, вид, вероятно, обитает на песчаных участках, таких как берега озёр, реки и подобные места.

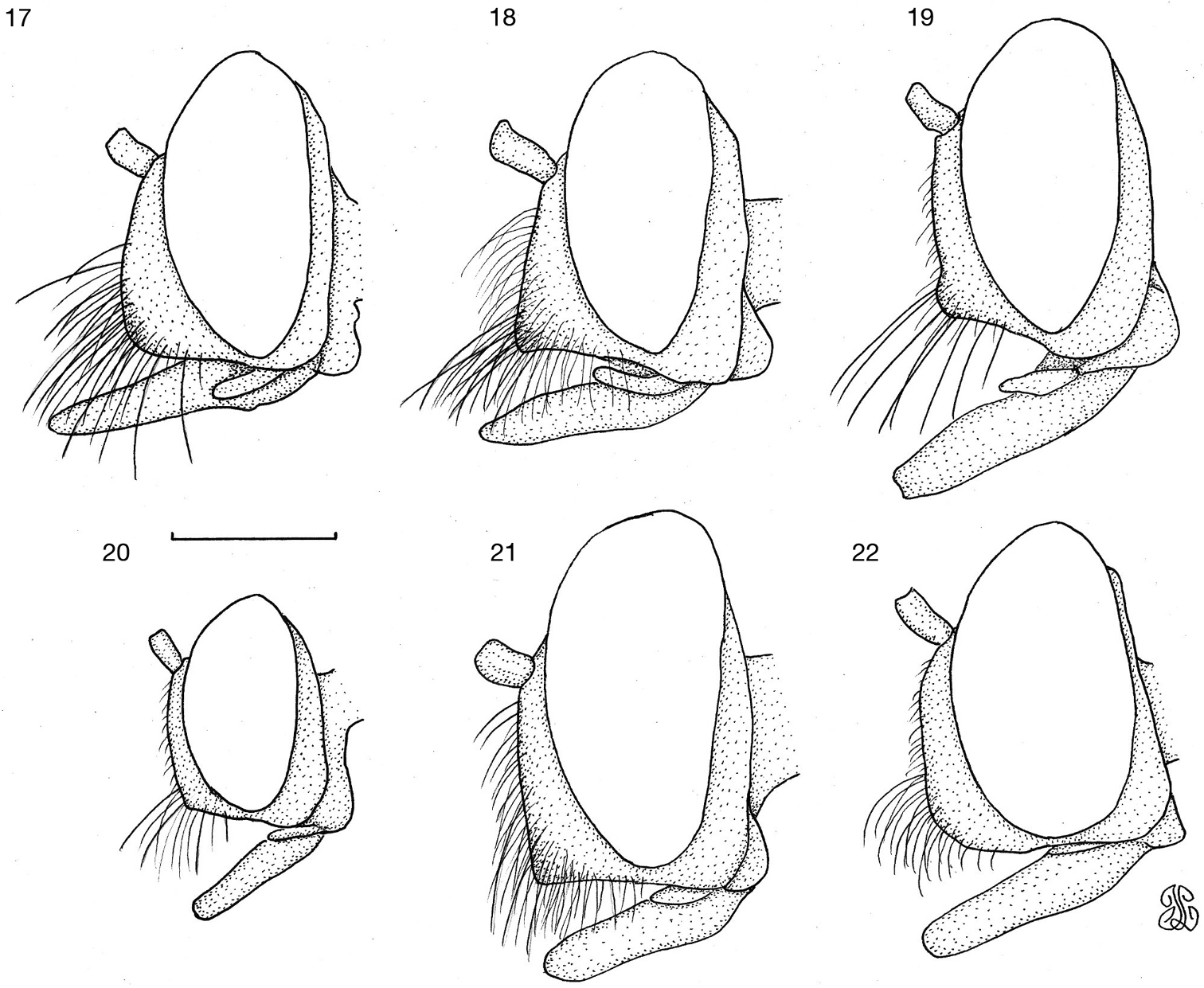
19 — L. gigantella, голова
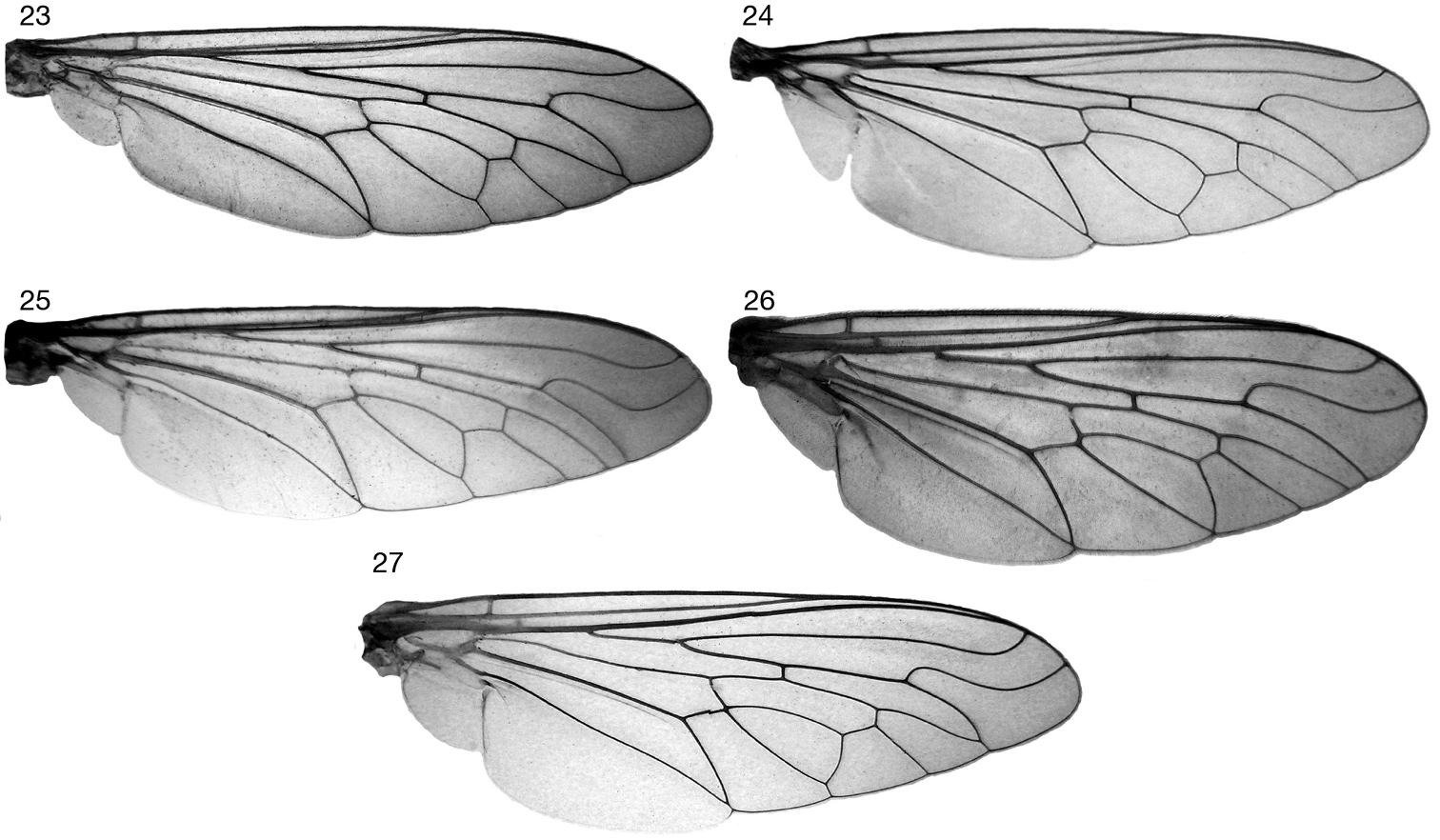
25 — L. gigantella, крыло

## Описание
Мухи среднего размера (около 1 см). Голова тёмно-красно-коричневая до чёрной, но цвет маскируется сильным серебристо-золотистым опушением, блестящие белые и жёлтые до бледно-оранжевых волоски. Антенны оранжевые до тёмно-красно-коричневых, с тонким серебристым опушением, особенно переднеспинка. Скапус оранжевый, вентрально сильно опушен бледно-жёлтыми волосками. Грудь тёмно-красно-коричневая до чёрной с некоторыми оранжево-коричневыми частями, равномерное серебристо-золотистое опушение, где есть бледно-жёлтые и мелкие белые волоски. Брюшко тёмно-красно-коричневое до чёрного, тонкие белые и жёлтые микрощетинки. Стилус усика без длинных волосков; постпедицель значительно длиннее, чем скапус и педицель вместе взятые; скапус менее чем в два раза длиннее педицеля; мистакс включает крупные макрощетинки, в основном ограниченные вентральным краем лица; лоб примерно одинаковой ширины на уровне места прикрепления усиков и вершины или только слегка расходящийся. Простернум груди сросся с проэпистернумом; грудные макрощетинки хорошо развиты. Передние голени без шиповидных отростков; пулвиллы хорошо развиты.